# Spyro Reignited Trilogy
Spyro Reignited Trilogy es un videojuego perteneciente al género de plataformas, desarrollado por el estudio Toys for Bob y publicado por Activision. Es una recopilación de remakes de los tres primeros videojuegos de la serie de Spyro el dragón, siendo estos: Spyro el Dragón, Spyro 2: En busca de los talismanes y Spyro 3: El año del dragón, que fueron desarrollados originalmente por la empresa Insomniac Games para la consola PlayStation entre 1998 y 2000. El lanzamiento del videojuego se produjo el 13 de noviembre de 2018 para las consolas PlayStation 4 y Xbox One. El videojuego fue anunciado luego del lanzamiento del similarmente remasterizado Crash Bandicoot N. Sane Trilogy, también publicado por Activision.

## Jugabilidad
Este videojuego es un remake recopilatorio de la trilogía original de Spyro lanzada para PlayStation. Al igual que en los videojuegos originales, el protagonista es Spyro, un pequeño dragón morado con la habilidad de escupir fuego, saltar y volar, lo que le permite enfrentarse en diversas aventuras contra los villanos Gnasty Gnorc, Ripto y la Hechicera, aunque hay otros personajes jugables como Sheila y Cazador. 
La banda sonora fue remasterizada por Stewart Copeland (exbaterista de The Police) y existe la opción de ser alternada por la música original mediante la configuración del juego. También fue incluido como novedad el modo contrarreloj, las personalidades de los dragones rescatados en el primer videojuego y se conservaron los trucos originales y el hermano adoptivo de Spyro, la libélula Sparx, que calcula el estado de salud de Spyro.

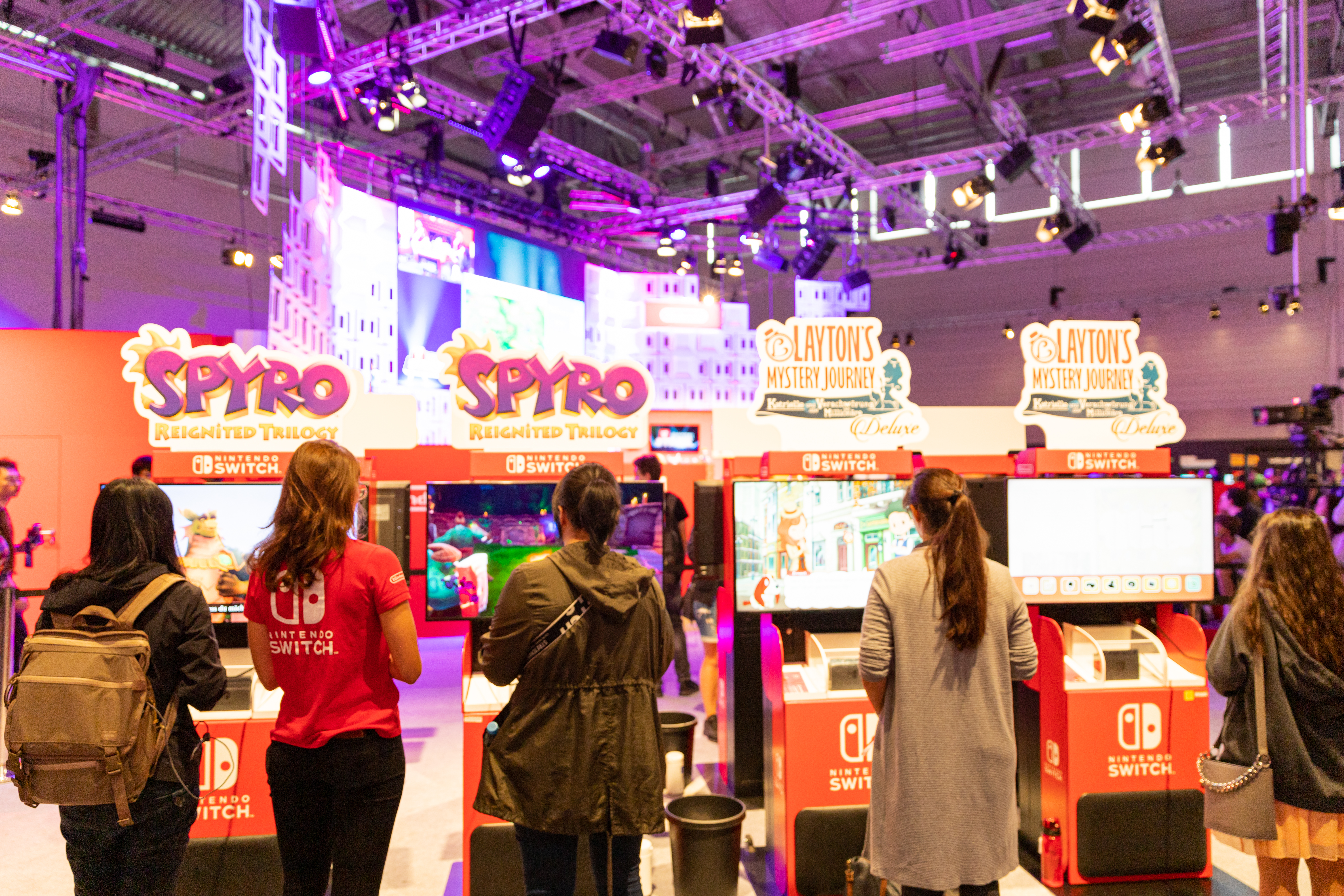
Unas mujeres jugando Spyro Reignited Trilogy en la convención Gamescom de 2019

## Desarrollo
En julio de 2014, el CEO de Sony Computer Entertainment, Andrew House, le dijo al periódico The Daily Telegraph que él y su equipo estaban considerando traer de vuelta a Spyro, afirmando: "Este es un cambio de parte de nosotros, hemos empezado a decir que tal vez no haya nada de malo en volver atrás, y mirando personajes de los que la gente aún habla, y que fueron gran parte de su infancia o su juventud; definitivamente no cerraría la puerta a eso".
Dos meses después, hablando con IGN en la convención de videojuegos EGX de ese año, el CEO de Insomniac Games, Ted Price, declaró que era posible hacer un nuevo videojuego original de Spyro; y expresó: "Activision ha hecho un gran trabajo con Spyro. Lo resucitaron y, en mi opinión, Skylanders todavía se trata de Spyro. Tiene la misma estética, el mismo atractivo y han hecho un gran trabajo al traer ese personaje y su mundo para un nuevo grupo de fanáticos. Eso es muy difícil de hacer en una época en la que muchos juegos son más oscuros y grotescos. Siempre amaremos a Spyro. He aprendido a decir 'nunca digas nunca' así que... ¿Quién sabe?".
En 2017, poco después del lanzamiento de Crash Bandicoot N. Sane Trilogy, la compañía desarrolladora Vicarious Visions declaró que estaban al tanto de cuán alta era la demanda popular para que la clásica trilogía de Spyro recibiera el mismo tratamiento, y dijeron "solo sigan preguntando".
Spyro Reignited Trilogy se anunció oficialmente el 5 de abril de 2018. Tom Kenny, quien interpretó a Spyro el dragón en Spyro 2: En busca de los talismanes, Spyro 3: El año del dragón y Spyro: Buscando a la libélula, retomó su papel en Spyro Reignited Trilogy, incluida la regrabación de las líneas del juego original, en el cual Spyro había sido interpretado primeramente por Carlos Alazraqui. La música para la trilogía, originalmente escrita por Stewart Copeland, fue remasterizada internamente por Toys for Bob. El videojuego fue realizado utilizando el motor de juego Unreal Engine 4.
La edición física de Spyro Reignited Trilogy solo incluye por completo el título original, Spyro el Dragón, mientras que los otros dos juegos requieren de una descarga parcial para ser jugados. Inicialmente el lanzamiento del videojuego iba a producirse el 21 de septiembre de 2018, sin embargo su salida se retrasó hasta el 13 de noviembre del mismo año. En el año 2019, gracias a la gran acogida que tuvo el título, se lanzó una versión que incluía los tres juegos en un mismo disco.

## Recepción
Spyro Reignited Trilogy fue recibido con buenas críticas por parte de la prensa especializada, debido a los gráficos y la fidelidad de estos con los videojuegos de la trilogía original lanzados en PlayStation.

## Ventas
El juego alcanzó el primer lugar en la lista de ventas de todos los formatos del Reino Unido en su primera semana, vendiendo 2 millones de copias, si bien vendió menos que Pokémon Let's Go, Pikachu! y Let's Go, Eevee! individualmente. También fue el juego de la PlayStation 4 más vendido en su primera semana en Australia.